# Вильямс, Гарольд
Гарольд Вильямс (Гарольд Васильевич Вильямс; англ. Harold Williams, 6 апреля 1876, Окленд, Новая Зеландия — 18 ноября 1928, Лондон, Англия) — британский лингвист, журналист, разведчик, известный полиглот (владел 58 языками).

## Биография
Родился в семье главы австралийской методистской церкви и редактора Methodist Times. В связи с работой отца семья часто переезжала. С детства интересовался различными языками, общался с меланезийцами и полинезийцами. Уже школьником владел самостоятельно изученными латынью, древнегреческим, древнееврейским, французским, немецким, испанским, итальянским, а также маорийским, тонганским, фиджийским, самоанским языками. За свою жизнь Вильямс выучил более пятидесяти языков.
В 1888 поступил в школу в Крайстчерче.
В 1893 семья поселилась в Окленде. Учился в университете Окленда, но провалился на экзаменах по математике и оставил его. В это время он заинтересовался литературными произведениями и философией Льва Толстого; впоследствии, при личной встрече с русским писателем в 1905 Вильямс говорил, что выучил русский язык, чтобы читать «Анну Каренину» в оригинале. Подражая Толстому, стал вегетарианцем, христианским анархистом и приверженцем ненасильственного сопротивления. В 1896—1900 служил методистским проповедником, хотя его коллеги консервативных взглядов не доверяли Вильямсу из-за его интеллектуализма, социализма и пацифизма.
В 1900 отправился в Германию. Учился в берлинском и мюнхенском университетах.
В 1903 был принят на работу в The Times корреспондентом по России. Предыдущий корреспондент Times был выслан из России после того как The Times опубликовало поддельную телеграмму русского министра внутренних дел Плеве о кишиневском погроме. Поэтому редакция The Times решила не отправлять своего нового «русского корреспондента» в Россию, и Вильямс освещал события в России из Штутгарта. Там Вильямс сблизился с российским политиком Петром Струве и познакомился и женился на Ариадне Тырковой, бежавшей из России после того, как была осуждена за контрабанду журнала Струве «Освобождение».
В 1905, после объявления амнистии, Струве, Тыркова и Вильямс вернулись в Россию, где Струве и Тыркова участвовали в создании партии кадетов и вошли в её ЦК. Вильямс прожил в России 14 лет, работая корреспондентом The Times, Manchester Guardian, The Morning Post, Daily Chronicle, и New York Times. В то же время Вильямс поддерживал связи с английским посольством в России, был близок к английскому послу Бьюкенену. Много путешествовал по России, выучил финский, эстонский, латышский, татарский и грузинский языки. В 1914 году Вильямс опубликовал книгу Russia of the Russians, которая была хорошо встречена как в России, так и за рубежом.
С началом Первой мировой войны в 1914 сопровождал российскую армию во время боевых действий в Карпатах. Во время войны Вильямс вместе с журналистами Артуром Рэнсомом и Хью Уолполом входил в полуофициальное англо-русское бюро (Anglo-Russian Bureau), впоследствии преобразованное уже в официальный британский офис пропаганды (British Propaganda Office), финансируемый британскими спецслужбами. Целями работы этой организации было распространение британских новостей в России, сбор российских новостей для английской прессы, но также и сбор развединформации.
В книге Нины Берберовой «Железная женщина» так описываются английские писатели на секретной службе:

Английское посольство в Петербурге, с начала этого столетия, держало на службе людей преимущественно молодых, но также и среднего возраста, которые работали на секретной службе, будучи по основной профессии — литераторами. Урок Крымской войны для Англии не пропал даром: тогда было замечено, что о России слишком мало было известно правительству её величества королевы Виктории, и решено было значительно усилить деятельность разведки. Ещё до войны в Петербурге, при Бьюкенене, перебывали в различное время и Комптон Маккензи, и Голсуорси, и Арнольд Беннет, и Уэллс, и Честертон, чьим романом «Человек, который был Четвергом» зачитывались два поколения русских читателей. Позже был прислан из Англии Уолпол, подружившийся с К. А. Сомовым. Через Сомова и русского грека М. Ликиардопуло, переводчика Оскара Уайльда, Уолпол ещё в 1914—1915 годах стал вхож в русские литературные круги, был знаком с Мережковским, Сологубом, Глазуновым, Скрябиным, хорошо знал язык и писал романы на русские темы, одно время бывшие в Англии в большой моде. С ним вместе, часто на короткие сроки, приезжал Сомерсет Моэм, молодой, но уже знаменитый ко времени первой войны, и почти бессменно проживал в Петрограде Беринг. Короткое время в столице находились также Лоуренс Аравийский и — позже -совсем юный Грэм Грин. Но сейчас никого из них там не было, и только Гарольд Вильямс, корреспондент лондонской «Таймс», женатый на русской журналистке А. В. Тырковой, человек прекрасно осведомленный в русских делах, писал свои корреспонденции, которые все труднее делалось ему отсылать в Лондон.
Поразительно было не только количество английских литераторов, работавших в разведке, но и задачи, которые им задавались...

В 1917 году Вильямс ежедневно отправлял сообщение с российскими новостями в Daily Chronicle, описывая революционные события. Это продолжалось до 18 марта 1918 года, когда Вильямс покинул Россию вместе с женой. В 1918 они снова отправились на юг России, в тыл белой армии, сообщая в The Times о событиях гражданской войны, затем они снова вернулись в Лондон. Несмотря на свои прошлые пацифистские взгляды и личное знакомство с руководителями большевиков, Вильямс активно поддерживал интервенцию Антанты против Октябрьской революции.
После возвращения из России выучил японский, староирландский, венгерский, чешский, тагалог, албанский, баскский, коптский, древнеегипетский, хеттский и китайский. В 1921 году Вильямс стал редактором иностранного отдела The Times.
Умер 18 ноября 1928 года после неудачной операции. Накануне дня смерти исповедался священнику Русской православной церкви.
В 2007 году вышла его биография авторства профессора Шарлотты Олстон.